# كسر التناظر التلقائي

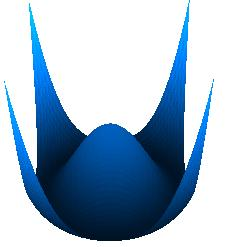

كسر التناظر التلقائي (بالإنجليزية: Spontaneous symmetry breaking)‏ هو مفهوم مهم في نظرية الحقل الكمومي، ومعادلان كسر التناظر التلقائية لا تتجاهل التناظر، واستكشاف الكون من أهمية الأصلي. أنه يحتوي على «كسر التناظر التلقائي» و «التماثل الديناميكية كسر» حالتين.
معظم المراحل البسيطة والمرحلة الانتقالية للمادة، مثل البلورات، والمغناطيس، والموصلات الفائقة التقليدية يمكن أن تفهم ببساطة من وجهة نظر عفوية لنظرية كسر التماثل التلقائي. وتشمل الاستثناءات البارزة مراحل الطوبوغرافية للمادة مثل كسور، تأثير هول الكم.

## نظرة عامة
في كسر التناظر الصريح، إذا اعتبرنا وجود نتيجتين، فإنه من الممكن أن تكون احتمالية زوج من النتائج غير متشابهة. أما بالنسبة لكسر التناظر التلقائي، فإنه يتطلب وجود توزيع متماثل للاحتمالات، بمعنى أن أي زوج من النتائج له نفس الاحتمالية.
يمكن لكسر التناظر التلقائي أن يصف الأطوار المختلفة من أطوار المادة، مثل البلورات، والمغناطيسات، والموصلات التقليدية الفائقة، إضافة إلى التحولات الطورية البسيطة. يُستثنى من ذلك الأطوار الطوبولوجية للمادة مثل تأثير هول الكمي الكسري.

## أمثلة

### جهد القبعة المكسيكية
تخيل قبة متماثلة بقمة صاعدة نحو الأعلى، مع قاع يحوط الجزء السفلي بشكل دائري. إذا وضعت كرة على ذروة القبة، فإن النظام يكون متناظرًا بالنسبة إلى دوران حول محور المركز، لكن الكرة قد تكسر هذا التناظر بشكل تلقائي عن طريق الدحرجة من أعلى قمة القبة وإلى القاع، وهو النقطة الأقل في الطاقة. بعد ذلك تكون الكرة قد وصلت لوضع سكون عند نقطة محددة في المحيط. تحتفظ كل من القبة والكرة بتناظرهما الفردي، ولكن النظام بالكامل لا يكون متناظرًا.

في أبسط نموذج نسبي مثالي، يتلخص التناظر المنكسر تلقائيًا من خلال نظرية حقل سلمي. لاغرانجيان الحقل السلمي المناسب {\displaystyle \phi }، والذي يحدد بشكل أساسي طريقة تصرف النظام، يمكن تقسيمه إلى حد حركي وحد متعلق بالجهد.:

| {\displaystyle {\mathcal {L}}=\partial ^{\mu }\phi \partial _{\mu }\phi -V(\phi ).} | \| \| \| \| \| \| \| \| | (1) |
|                                                                                     |                         |     |
|                                                                                     |                         |     |
ينطلق انكسار التناظر في هذا الحد المتعلق بالجهد {\displaystyle V(\phi )}. يوضَّح مثال لجهد جيفري غولدستون في الرسم البياني على اليمين.:

| {\displaystyle V(\phi )=-10\|\phi \|^{2}+\|\phi \|^{4}\,}. | \| \| \| \| \| \| \| \| | (2) |
|                                                            |                         |     |
|                                                            |                         |     |
لهذا الجهد عدد لانهائي من النقاط الصغرى (حالات الفراغ) المُعطاه من قِبَل:

| {\displaystyle \phi ={\sqrt {5}}e^{i\theta }}. | \| \| \| \| \| \| \| \| | (3) |
|                                                |                         |     |
|                                                |                         |     |
لأي θ حقيقية بين 0 و2π. يحتوي النظام أيضًا على حالة فراغ غير مستقرة تقابل 0= Φ. هذه الحالة لها تناظرU(1). وبالرغم من ذلك، بمجرد تحول حالة النظام إلى حالة فراغ مستقرة محددة (تصل إلى دالة الاختيار لـθ)، فإن تناظر النظام يظهر على أنه قد فُقِد أو «كُسِر تلقائيًا».
في الواقع، فإن أي اختيار آخر لـθ سيكون له نفس الطاقة تمامًا، مما يعني وجود بوزون نامبو-غولدستون منعدم الكتلة، وهو الصيغة التي تدور حول الدائرة عند الحد الأدنى من هذا الجهد، والتي تشير إلى وجود بعض التذكر للتناظر الأصلي في اللاغرانجيان.

### أمثلة أخرى
بالنسبة للمواد ذات المغناطيسية الحديدية، فإن القوانين الأساسية تظل ثابتة في حالة الدوران المكاني. وسيط الترتيب هنا هو المغنطة، والتي تقيس الكثافة المغناطيسية ثنائية القطب. يكون وسيط الترتيب صفرًا فوق درجة حرارة كوري، ولامتغير مكانيًا، ولا يوجد كسر تناظر في هذه الحالة. ومن ناحية أخرى، تتطلب المغنطة في حالة الانخفاض عن درجة حرارة كوري قيمة ثابتة لاصفرية، وتشير في اتجاه معين (في الوضع المثالي حيث يكون لدينا توازن كامل، أما في وضع مختلف فإن التناظر الانتقالي ينكسر أيضًا). تظل التناظرات الدورانية المتبقية التي تترك اتجاه لامتغير المتجه ذلك غير منكسرة، على عكس الدورانات الأخرى التي لا تترك الاتجاه وبالتالي تنكسر تلقائيًا.